# Тонкосемянник континентальный
Тонкосемя́нник континента́льный (лат. Leptospermum continentale) — вид цветковых растений рода Тонкосемянник (Leptospermum) семейства Миртовые (Myrtaceae). Он был описан в 1989 году Джоем Томпсоном в журнале Telopea.

## Ботаническое описание
Кустарник 1—2 м высотой с узкими листьями около 10 м длиной и 1—3 мм шириной. Цветки, белые или, редко, розовые, появляются с октября по январь в естественных местах произрастания вида.

## Распространение
Эндемик Юго-Восточной Австралии.

## Хозяйственное значение и применение
Сорт 'Horizontalis', в природе растущий в Портленде, Виктория, выращивается в Австралии с 1968 года. 